# 自主
自主、自主權或自主狀態（希臘語：νόμος; αὐτονομία; αὐτόνομος，直译为“法”、“自我设置并约束自我的法律”），也称自治、自决，是一種广泛存在于道德、政治、生物、伦理、政治等領域的本體論。在这些领域中，它往往指的是一个理性个人有能力作出成熟的、不被胁迫的决定。自主权的一个重要诠释是经由康德哲学而发展的。

## 詞源
該概念源自希臘語，"autos" (αὐτός) 意為 "自我" 或 "自身"。"nomos" (νόμος) 意為 "規範" 或 "治理"。因此，"autonomy" 的字面意思是 "自我治理"，指的是一種自我規範、自我決定的狀態。

## 倫理學
自主权经常被视为决定个人行为的道德责任感的基础。

## 政治學
群体的自决称之为自治。

## 醫學
在医学中，尊重病人的自主权是一个重要目标，尽管它可以与许多道德伦理原则相冲突。政治意义上，它也用来指人民的自主统治。

## 社會學
在社会学的子类知识社会学中，关于自主权的边界争议搁置于“相对自治权”的概念定义，直到自主权的分类学被创制，并能通过科学与技术进行运行与发展。据此，现行社会学意义的自主权是反思自主（reflexive autonomy）。

## 外部連結
- Kastner, Jens. "Autonomy" （页面存档备份，存于） (2015). University Bielefeld - Center for InterAmerican Studies.
- "什么是自主可持续性？它为什么如此重要？" （页面存档备份，存于）